# Nadaikavu
Nadaikavu es una  ciudad censal situada en el distrito de Kanyakumari en el estado de Tamil Nadu (India). Su población es de 8727 habitantes (2011). Se encuentra a 35 km de Thiruvananthapuram y a 83 km de Tirunelveli. 

## Demografía
Según el censo de 2011 la población de Nadaikavu era de 8727 habitantes, de los cuales 4369 eran hombres y 4358 eran mujeres. Nadaikavu tiene una tasa media de alfabetización del 92,87%, superior a la media estatal del 80,09%: la alfabetización masculina es del 95,16%, y la alfabetización femenina del 90,57%.